# SO-DIMM

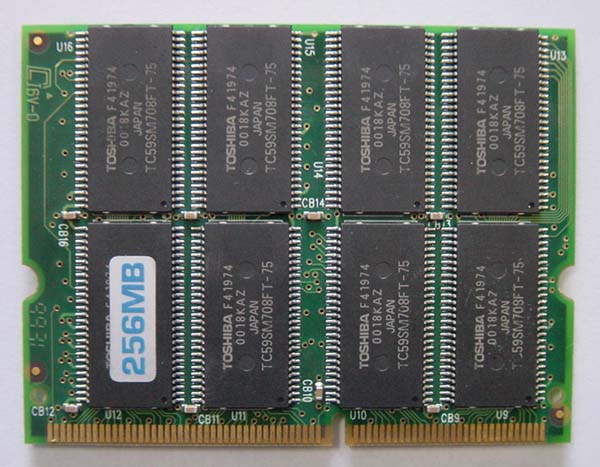
PC100 144ピン SO-DIMM

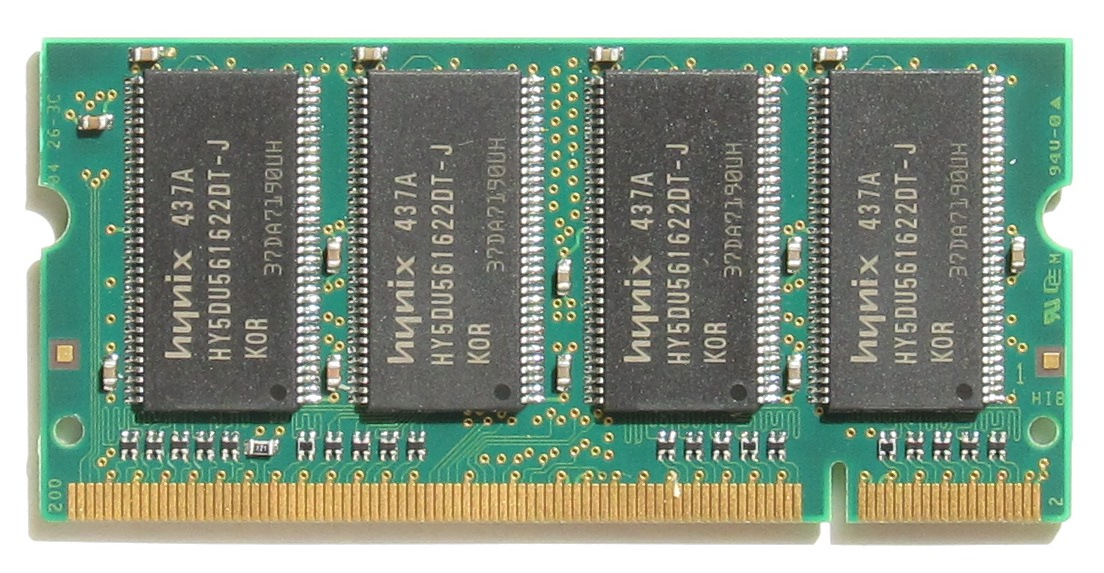
PC2700 DDR SO-DIMM

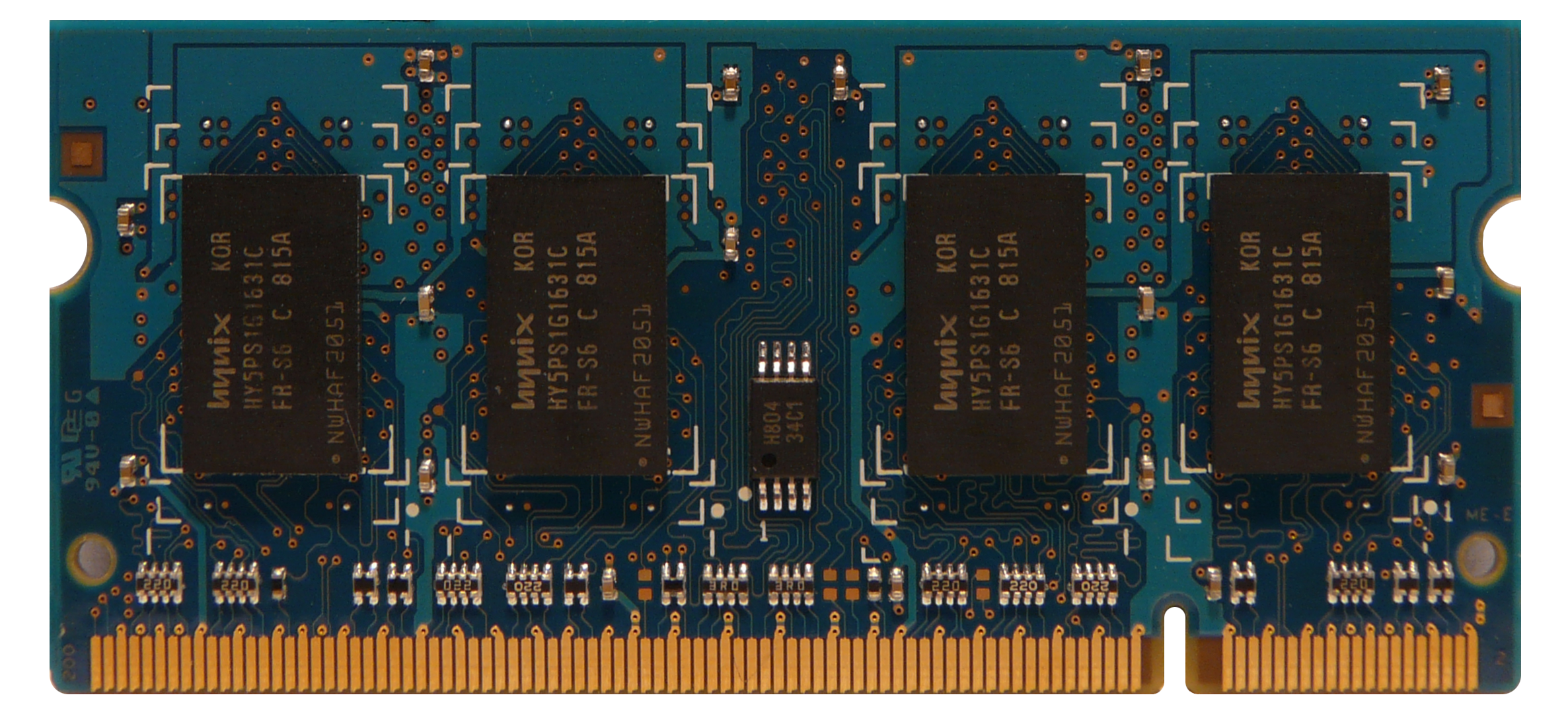
PC6400 DDR2 SO-DIMM

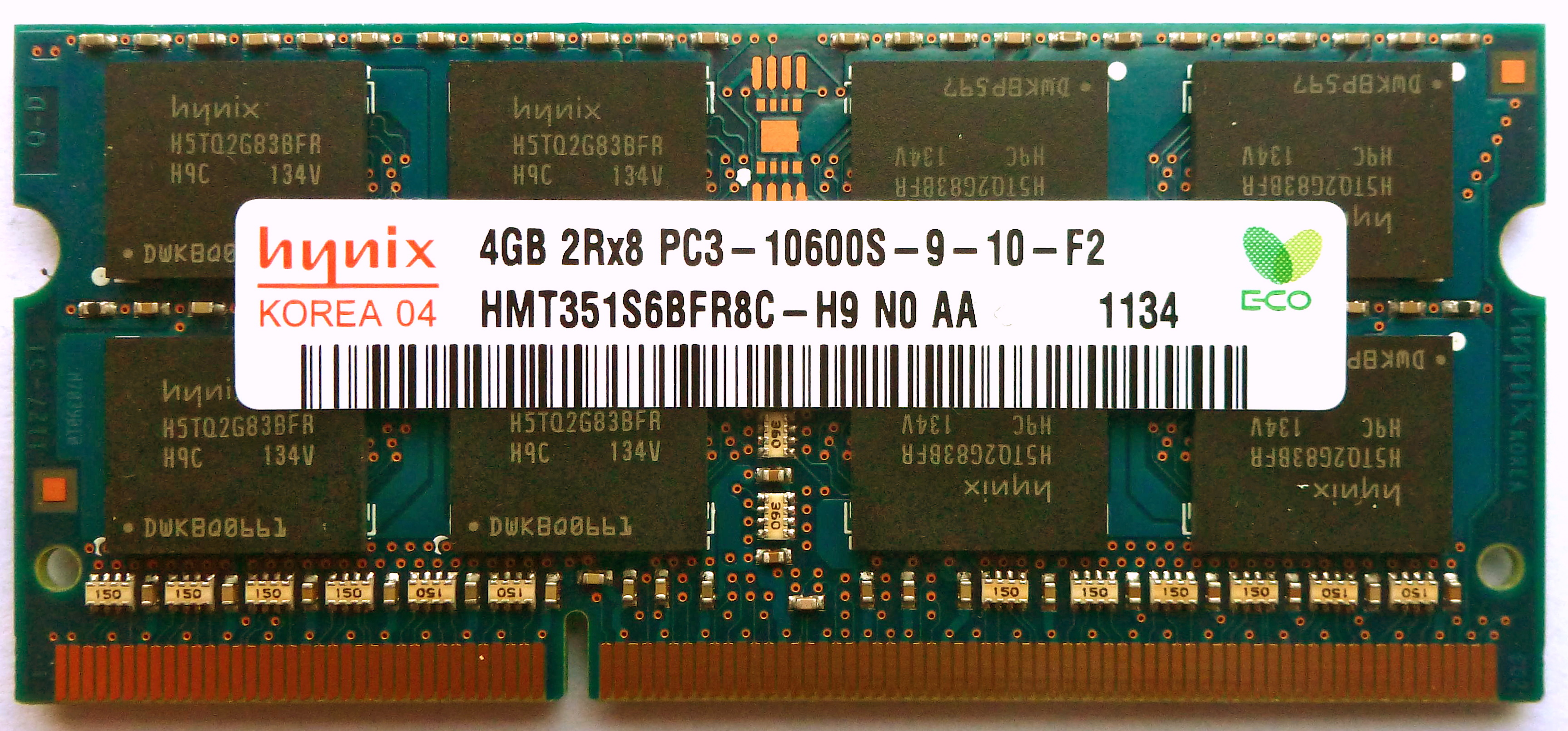
PC10600 DDR3 SO-DIMM

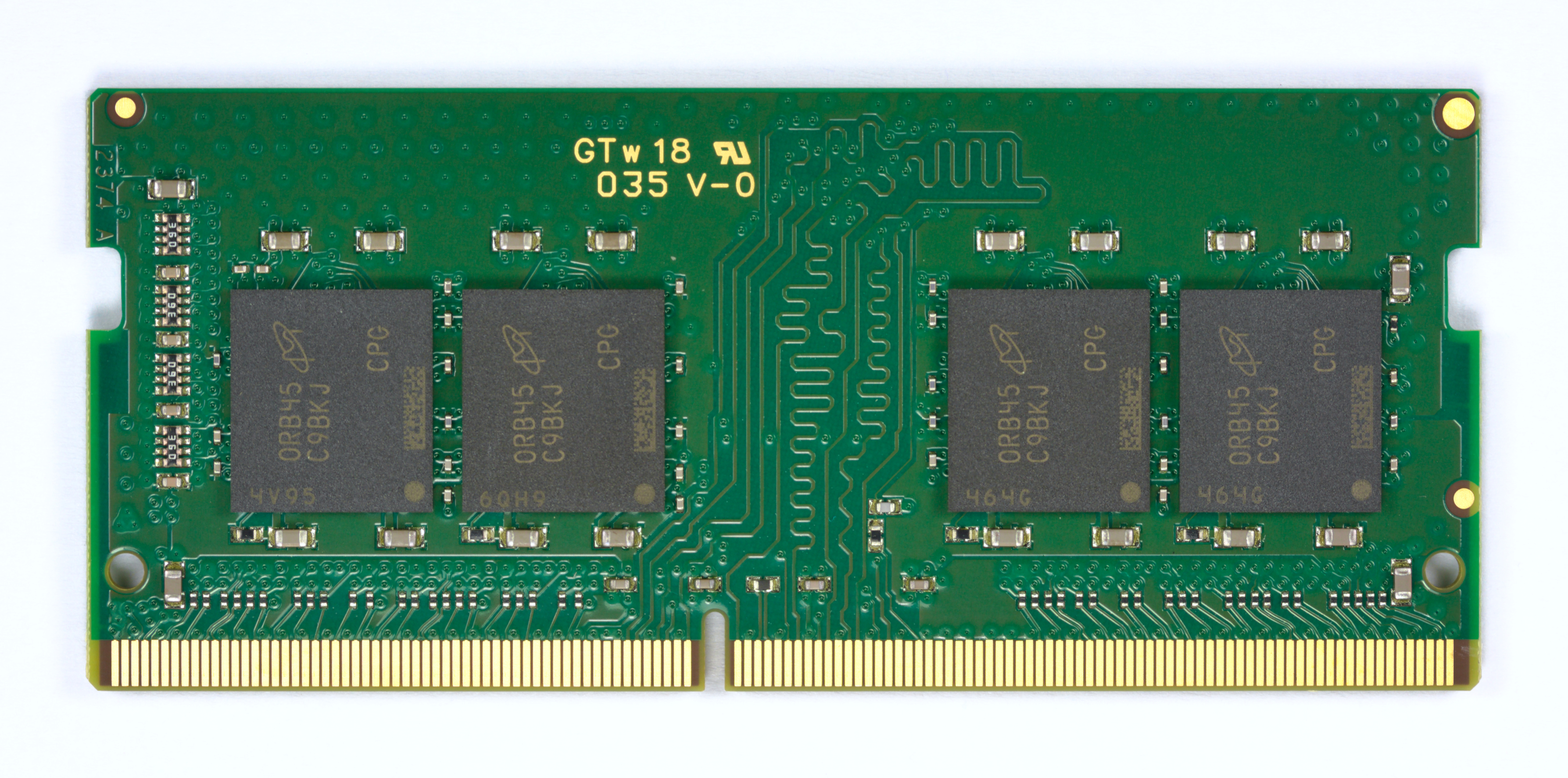
DDR4 SO-DIMM

SODIMM DDR Memoryの比較

SO-DIMM（small outline dual in-line memory module、エスオーディム、ソーディム）はコンピュータで使用するメモリモジュールの規格の一種である。その用途から販売店などではノートPC用メモリとも呼ばれる。

## 概要
SO-DIMMはDIMMに対してより小さなサイズでモジュールを提供するための規格であり、その大きさはDIMMの約半分とされている。そのためSO-DIMMは主にノートパソコンや省スペースパソコンで使用される。さらに、プリンターやルーターを始めとするネットワーク機器の機能拡張の際にも用いられる。
SO-DIMMには72ピン、100ピン、144ピン、200ピン、204ピン、または260ピンのモジュールが用意されている。100ピンのモジュールは32ビットデータ転送をサポートし、144ピンから200ピンのモジュールは64ビットデータ転送をサポートする。これは、64ビットデータ転送が可能な168ピン、184ピンまたは、240ピンのDIMMに相当する。

## 種類の見分け方
SO-DIMMの種類を見分けるには、モジュール上の端子に付いている「切り欠きがどこにあるか」によって判別できる。100ピンのSO-DIMMモジュールは切り欠きがふたつあり、144ピンのモジュールは端子の中央付近(完全に中央ではない)に切り欠きがひとつあり、200ピンのモジュールは端子の左右どちらかの端の付近に切り欠きがひとつある。
200ピンのSO-DIMMモジュールは、DDRの各世代ごとを区別するために切り欠きの位置が異なっており、物理的に刺さらないようになっている。例えば、DDRとDDR2では切り欠きがピンのある辺の端により近ければDDRであり、中央により近ければDDR2となる。DDRの各世代間では互換性がないため、誤って使用するのを防ぐためにこのような差違がつけられている。一見すると見分けが付かないため、これらを見分ける際は注意が必要である。

## 動作速度
SO-DIMMの動作電圧は、DIMMと比較して大きく違わない。そして、技術の進歩によりDIMMと同等の動作速度－クロック数(例えば400MHz PC3200)やCASレート(2.0、2.5、3.0)－および記憶容量(512MB、1GB、あるいはそれ以上)を実現している。現在、DDR2 SO-DIMMメモリモジュールは800MHz PC6400、DDR3では1866MHz PC14900のクロック数を実現している。